# Freedom (film, 1982)
Pour les articles homonymes, voir Freedom.
Pour plus de détails, voir Fiche technique et Distribution.
Freedom est un film australien réalisé en 1982 par Scott Hicks.

## Synopsis
Australie Méridionale. Ron a perdu une nouvelle fois son emploi en usine, et se rebelle de plus en plus contre la société. Fasciné par les Porches, il se décide à voler l'objet de ses rêves à la suite d'une nouvelle déception. En fuite à bord du véhicule il se fait passer pour un agent secret. Au passage il embarque Sally, une jeune femme qui cherche à récupérer un enfant placé dans une famille d'accueil.

## Fiche technique
- Réalisation : Scott Hicks
- Scénario : Josephine Emery
- Musique : Don Walker
- Producteur : Matt Carroll
- Photo : Ron Johanson
- Format : Couleurs - 1,85:1 - 35 mm
- Pays :  Australie
- Langue : anglais
- Date de sortie :
  -  Australie : 1er avril 1982

## Distribution
- Jon Blake : Ron
- Candy Raymond : Annie
- Jad Capelja : Sally
- Charles 'Bud' Tingwell : Cassidy
- Chris Haywood : Phil

## Autour du film
La bande originale est composée par Don Walker, du groupe Cold Chisel. On peut entendre Michael Hutchence du groupe INXS sur le titre Speed Kills.